# Diocèse de Cleveland

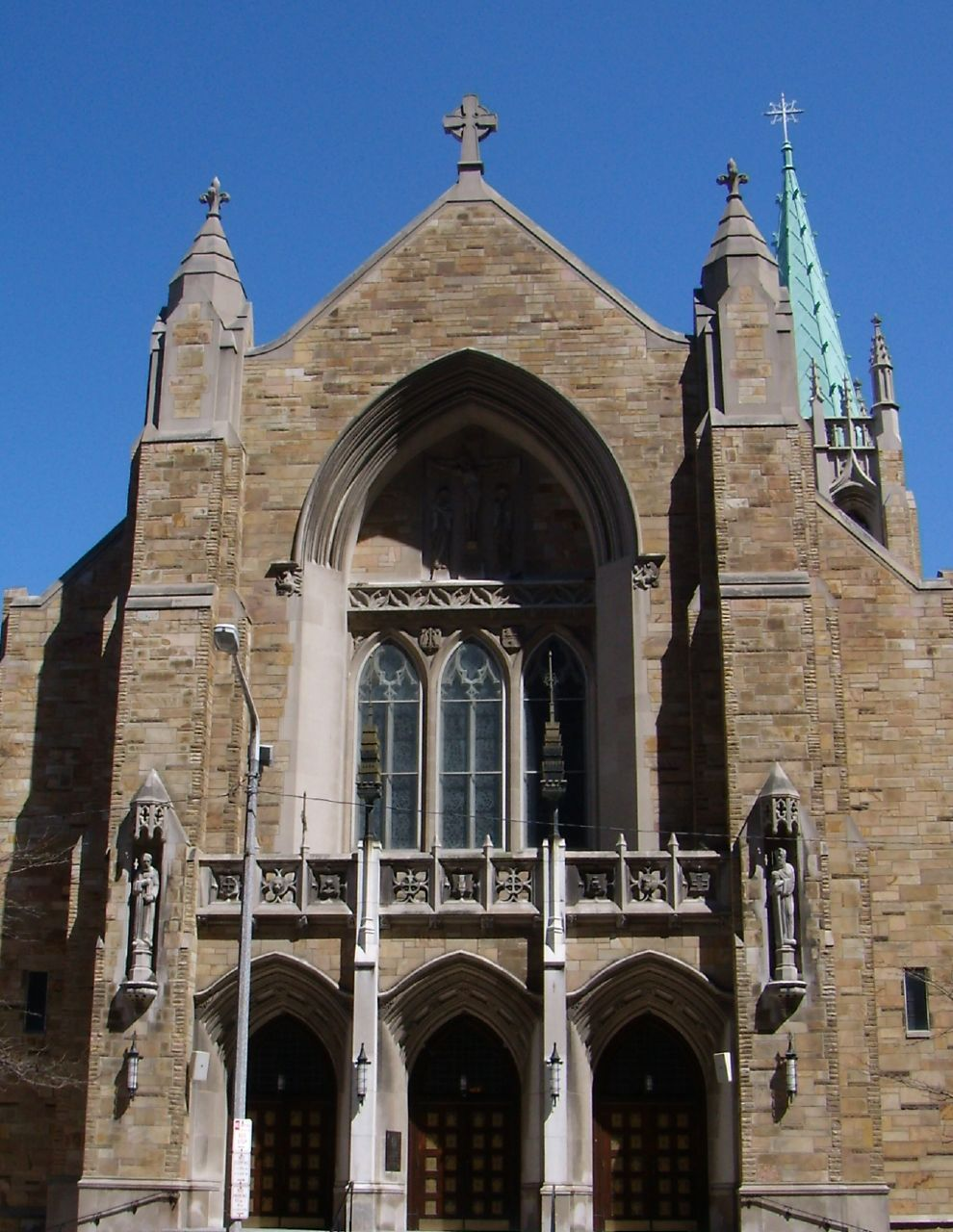
Façade de la cathédrale

Le diocèse de Cleveland (Dioecesis Clevelandensis) est un siège de l'Église catholique aux États-Unis, suffragant de l'archidiocèse de Cincinnati. En 2016, il comptait 682.948 baptisés pour 2.774.113 habitants. Le siège épiscopal est occupé par Mgr Edward Malesic depuis juillet 2020.

## Territoire
Le diocèse comprend les comtés suivants de la partie septentrionale de l'Ohio : Ashland, Cuyahoga, Geauga, Lake, Lorain, Medina, Summit et Wayne.
Le siège épiscopal se trouve à Cleveland, à la cathédrale Saint-Jean-l'Évangéliste (St. John the Evangelist).
Le territoire s'étend sur 8.842 km² et il est subdivisé en 187 paroisses.

## Histoire
Le diocèse est érigé le 23 avril 1847 par le bref apostolique Universalis Ecclesiae de Pie IX, recevant son territoire du diocèse de Cincinnati (aujourd'hui archidiocèse). Son premier évêque est un Français originaire du Pas-de-Calais, Amédée Rappe (1801-1877).
À l'origine suffragant de l'archidiocèse de Baltimore, il devient suffragant de l'archidiocèse de Cincinnati, le 19 juillet 1850.
Le 15 avril 1910 et le 15 mai 1943, il cède des portions de territoire à l'avantage respectif des nouveaux diocèses de Toledo et de Youngstown.
L'abbaye bénédictine Saint-André est fondée à Cleveland en 1922.

## Statistiques
- En 1950, il comptait 519.336 baptisés pour 2.170.241 habitants (23,9%), servis par 719 prêtres (522 diocésains et 197 réguliers), 416 religieux et 2.867 religieuses dans 211 paroisses
- En 1966, il comptait 868.667 baptisés pour 2.754.820 habitants (31,5%), servis par 970 prêtres (633 diocésains et 337 réguliers), 583 religieux et 3.428 religieuses dans 235 paroisses
- En 1980, il comptait 979.300 baptisés pour 2.758.337 habitants (35,5%), servis par 890 prêtres (645 diocésains et 245 réguliers), 23 diacres permanents, 395 religieux et 2.516 religieuses dans 256 paroisses
- En 2000, il comptait 822.996 baptisés pour 2.819.523 habitants (29,2%), servis par 640 prêtres (489 diocésains et 151 réguliers), 170 diacres permanents, 225 religieux et 1.547 religieuses dans 235 paroisses
- En 2006, il comptait 797.898 baptisés pour 2.852.022 habitants (28%), servis par 541 prêtres (428 diocésains et 113 réguliers), 200 diacres permanents, 168 religieux et 1.203 religieuses dans 233 paroisses
- En 2013, il comptait 761.000 baptisés pour 2.922.000 habitants (26%), servis par 468 prêtres (386 diocésains et 82 réguliers), 210 diacres permanents, 144 religieux et 958 religieuses dans 187 paroisses
- En 2016, il comptait 682.948 baptisés pour 2.774.113 habitants (24,6%), servis par 458 prêtres (371 diocésains et 87 réguliers), 201 diacres permanents, 138 religieux et 867 religieuses dans 187 paroisses[2].

On constate une baisse continue de tous les éléments, même de celui des baptêmes.